# أحمد سلامة (لاعب مصري)
أحمد سلامة، لاعب كرة قدم مصري، من مدينة كفر صقر في محافظة الشرقية. لعب لنادي أبو كبير ثم انتقل إلى النادي الأولمبي ثم إلى المنصورة، ثم إلى نادي الترسانة ومنه انضم إلى منتخب مصر لكرة القدم؛ حصل مع المنتخب المصري على البطولة العربية 2007 ثم انضم إلى منتخب مصر في تصفيات كأس العالم 2010. انتقل إلى نادي حرس الحدود ليحصل معه على بطولتي كأس مصر ثم كأس السوبر المصري، ثم انتقل إلى نادي وادي دجلة وخاض الاحتراف الخارجي في عدة دول عربية مثل الدوري العماني والدوري اللبناني.

## وصلات خارجية
- أحمد سلامة على موقع قاعدة بيانات كرة القدم.إي يو (الإنجليزية)
- أحمد سلامة على موقع ناشيونال فوتبول تيمز (الإنجليزية)
- أحمد سلامة على موقع Soccerway.com (الإنجليزية)
- أحمد سلامة على موقع كووورة